# Gmina Fairfield (hrabstwo Fayette)

Położenie Gminy Fairfield w hrabstwie Fayette

Gmina Fairfield (ang. Fairfield Township) – gmina w USA, w stanie Iowa, w hrabstwie Fayette. Według danych z 2000 roku gmina miała 781 mieszkańców, a jej powierzchnia wynosi 94 km².